# Oleg Zernikel
Oleg Zernikel (früher auch: Alexander bzw. Alex Zernikel; * 16. April 1995 in Almaty, Kasachstan) ist ein deutscher Stabhochspringer.

## Berufsweg
Zernikel machte einen Hauptschulabschluss, wechselte zur Realschule, legte das Fachabitur ab, studierte drei Jahre Maschinenbau am Karlsruher Institut für Technologie und war als Technischer Zeichner angestellt. Zernikel wechselte zu einem Bachelorstudium im Fach Umweltwissenschaften an die Rheinland-Pfälzische Technische Universität Kaiserslautern-Landau am Campus Landau, da er während des Maschinenbaustudiums nicht die nötigen Leistungen erbringen konnte und zusätzlich seine sportliche Leistung darunter litt.

## Sportliche Karriere
Nachdem ihn sein Vater zum ersten Mal zum Leichtathletiktraining mitnahm, zeigte sich bald, dass er die Übungen verschiedener Disziplinen gut umsetzen konnte. Besonders das Springen und kurze Sprints lagen ihm gut. Im Alter von ungefähr 13 Jahren begann Zernikel mit dem Stabhochsprung. Als Jugendlicher erreichte er zahlreiche vordere Platzierungen.
2010 übersprang Zernikel beim internationalen Stavshoppkarnevalen in Göteborg als Schüler A 4,61 m, wurde Deutschland Cup-Sieger in Landau und war am Jahresende Ranglistenerster der U16-Freiluftbestenliste des Deutschen Leichtathletik-Verbandes (DLV).
2011 wurde er Deutscher U18-Meister und belegte bei den U18-Weltmeisterschaften den 4. Platz.
2012 konnte Zernikel seinen U18-Titel nicht verteidigen und wurde U18-Vizemeister. Am Jahresende führte er dennoch die DLV-Jahresbestenliste der U18 an, mit 5,04 m in der Halle, gesprungen beim INSA Perch’formance in Villeurbanne, und mit 5,10 m bei den Süddeutschen Meisterschaften in Wetzlar.
2013 wurde Zernikel Deutscher U20-Meister und konnte sich bei der Junioren-Gala in Mannheim für die U20-Europameisterschaften in Rieti qualifizieren, wo er den 6. Platz erreichte. Beim Stabhochsprung-Meeting am Landauer Obertorplatz sprang Zernikel im Vorprogramm für den Jahrgang 1995 und jünger mit 5,33 m Weltjahresbestleistung und war am Jahresende Ranglistenerster der U20-Freiluftbestenliste des Deutschen Leichtathletik-Verbandes (DLV).
2014 holte er die U20-Titel sowohl in der Halle als auch im Stadion. Beim U20-Hallenländerkampf Frankreich-Deutschland-Italien in Halle (Saale) trug Zernikel mit 5,25 m und einem ersten Platz im Stabhochsprung zum Sieg der deutschen Mannschaft bei. Bei den U20-Weltmeisterschaften in Eugene holte er die Bronzemedaille mit persönlicher Bestleistung von 5,50 m, womit Zernikel die gleiche Höhe wie der Zweitplatzierte hatte, der sich jedoch einen Fehlversuch weniger leistete. Am Jahresende stand er auf Platz 1 der U20-Hallenbestenliste des DLV mit den in Halle (Saale) gesprungenen 5,25 m. Mit den 5,50 m aus Eugene (Oregon) führte er sogar die U23-Freiluftbestenliste des DLV an.
2015 ging Zernikel bei den Deutschen Hallenmeisterschaften an den Start, blieb aber ohne gültigen Versuch. In der Freiluftsaison
wurde er Deutscher U23-Vizemeister. Bei den Süddeutschen Meisterschaften steigerte Zernikel seine persönliche Bestleistung auf 5,51 m. Die Deutschen Meisterschaften schloss Zernikel auf dem 9. Platz ab. Am Jahresende führte er erneut die DLV-Jahresbestenliste Freiluft der U23 an.
2016 ging nach seinen Worten gar nichts mehr und er war kurz davor aufzuhören.
2017 konnte Zernikel wieder Deutscher U23-Vizemeister werden, belegte den 6. Platz bei den Deutschen Meisterschaften und erreichte ein paar Tage später Platz 5 bei den U23-Europameisterschaften.
2018 musste er einige Rückschläge verkraften, private und sportliche, auch eine Handverletzung kam dazu.
2019 wurde Zernikel Deutscher Hochschulvizemeister und erreichte den 4. Platz bei den Deutschen Meisterschaften.
2020 konnte er zu Jahresbeginn Hallenvizemeister werden. In der Freiluftsaison belegte er wie im Vorjahr bei den Deutschen Meisterschaften den vierten Platz.
2021 errang Zernikel bei den Deutschen Hallenmeisterschaften die Bronzemedaille. Beim ISTAF Indoor in Berlin sprang er 5,72 m, was nicht nur persönliche Bestleistung war, sondern auch zur Qualifikation für die Halleneuropameisterschaften in Toruń führte. Dort kam er als bester deutscher Teilnehmer mit 5,70 m auf den vierten Platz. Im Juni 2021 erreichte er bei den deutschen Meisterschaften und bei einem Stabhochsprungmeeting in Zweibrücken mit 5,80 m seine persönliche Bestleistung. Damit sprang er auch die notwendige Norm für die Qualifikation bei den Olympischen Spielen 2021 in Tokio. In Tokio erreichte er zwar das Finale, landete aber auf Platz 9 und konnte dort die 5,80 m nicht überspringen.
2022 verbesserte Zernikel beim ISTAF Indoor in Berlin seine persönliche Bestleistung auf 5,81 m.
Bei den Olympischen Spielen 2024 in Paris belegte Oleg Zernikel mit übersprungenen 5,70 m höhen- und fehlversuchgleich mit Bo Kanda Lita Baehre den 9. Platz.

## Vereinsmitgliedschaften und Trainer
In Ludwigshafen lernte er die Stabhochsprung-Familie Ryzih kennen, trainierte erst bei Katja, dann bei Vladimir, Eltern der vielfachen Deutschen Meisterin im Stabhochsprung Lisa Ryzih. Als Jugendlicher wechselte er vom ABC Ludwigshafen zum ASV Landau und wurde dort von Jochen Wetter trainiert.

## Familie
Zernikel kam als Elfjähriger mit seiner Familie aus Kasachstan nach Landau in der Pfalz. Sein Vater war Weit- und Hochspringer.

## Persönliche Bestleistungen
(Stand: 25. Juli 2022)

- Freiluft: 5,87 m, (Eugene, 25. Juli 2022)
  - Halle: 5,81 m, (Berlin, 4. Februar 2022)

Leistungsentwicklung
| Jahr | Halle  | Freiluft |
| ---- | ------ | -------- |
| 2010 | 4,10 m | 4,60 m   |
| 2011 | 4,40 m | 5,01 m   |
| 2012 | 5,04 m | 5,10 m   |
| 2013 | 5,04 m | 5,33 m   |
| 2014 | 5,25 m | 5,50 m   |
| 2015 | 5,20 m | 5,55 m   |
| 2016 | 4,80 m | 5,05 m   |
| 2017 | –      | 5,50 m   |
| 2018 | 5,00 m | –        |
| 2019 | 5,00 m | 5,41 m   |
| 2020 | 5,55 m | 5,60 m   |
| 2021 | 5,72 m | 5,80 m   |
| 2022 | 5,87 m | 5,70 m   |

## Erfolge
national
- 2011: Deutscher U18-Meister
- 2012: Deutscher U18-Vizemeister
- 2013: Deutscher U20-Meister
- 2014: Deutscher U20-Hallenmeister
- 2014: Deutscher U20-Meister
- 2015: Deutscher U23-Vizemeister
- 2017: 7. Platz Deutsche Hochschulmeisterschaften
- 2017: 6. Platz Deutsche Meisterschaften
- 2017: Deutscher U23-Vizemeister
- 2019: Deutscher Hochschulvizemeister
- 2019: 4. Platz Deutsche Meisterschaften
- 2020: Deutscher Hallenvizemeister
- 2020: 4. Platz Deutsche Meisterschaften
- 2021: 3. Platz Deutsche Hallenmeisterschaften
- 2021: 1. Platz Deutsche Meisterschaften

international
- 2011: 4. Platz U18-Weltmeisterschaften
- 2013: 6. Platz U20-Europameisterschaften
- 2014: 3. Platz U20-Weltmeisterschaften
- 2017: 5. Platz U23-Europameisterschaften
- 2021: 4. Platz Halleneuropameisterschaften
- 2024: 3. Platz Europameisterschaften